# Amsacta elongata
Amsacta elongata är en fjärilsart som beskrevs av Rothschild 1933. Amsacta elongata ingår i släktet Amsacta och familjen björnspinnare. Inga underarter finns listade i Catalogue of Life.